# Austro Motorette

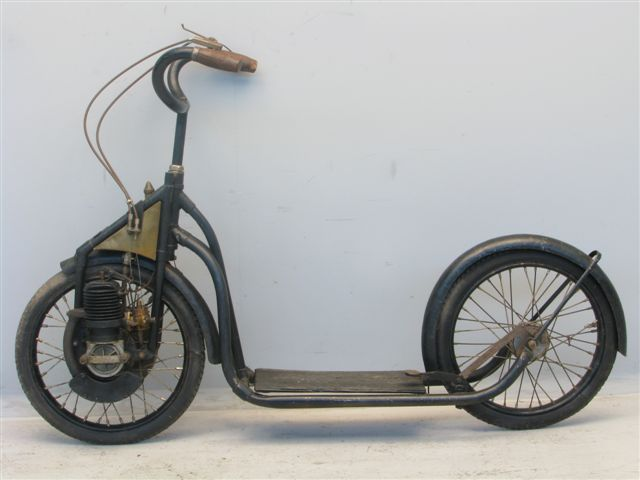
Austro-Motorette 82cc-Autoped uit 1922

Austro Motorette en Titan zijn Oostenrijkse historische merken van motorfietsen en hulpmotoren van dezelfde fabrikant.
De bedrijfsnaam was: Steirische Fahrzeugwerke AG, later Grazer Motorenwerke AG, Puntigam bei Graz.

## Austro Motorette
Ing. Karl Schüber ontwikkelde een 82cc-hulpmotor voor fietsen die in 1921 onder de naam "Austro Motorette" op de markt kwam. Het was een eenvoudige luchtgekoelde tweetaktmotor die 1 pk bij 3.000 toeren per minuut leverde. Hij had een bijzonder ontstekingssysteem, een magneetontsteking waarbij de contactpunten in plaats van een bougie in de cilinder zaten. Het sluiten van de contactpunten werd gestuurd door een schroef in de zuiger. Hij was in het voorwiel ingebouwd en dit wiel, samen met een gebogen voorvork waar ook een spatbord en de brandstoftank aan zaten, vormde een complete aandrijfeenheid die in elke fiets gemonteerd kon worden. Volgens hetzelfde principe werd ook een gemotoriseerde step gemaakt. Vanaf 1924 leverde Austro Motorette ook 144cc-tweecilinder tweetakt motorfietsjes die 2½ pk bij 3.000 tpm leverden. In 1926 bouwde men een kleine serie 175cc-modellen met tweecilinder viertaktmotoren met een bovenliggende nokkenas. Deze bleken echter erg onbetrouwbaar.

## Titan
De gebrekkige betrouwbaarheid van de eerste viertakten was misschien wel de reden dat men vanaf 1927 de merknaam veranderde in "Titan". Onder deze merknaam werden verschillende 350- en 500cc-modellen gebouwd, met eigen tweetaktmotoren die een soort membraaninlaat hadden, maar er waren ook modellen met 498cc-JAP- en Blackburne-zijklepmotoren. In 1930 werd de productie beëindigd.